# Desmatodon cernuus
Desmatodon cernuus là một loài Rêu trong họ Pottiaceae. Loài này được (Huebener) Bruch & Schimp. mô tả khoa học đầu tiên năm 1843.